# 武川駅

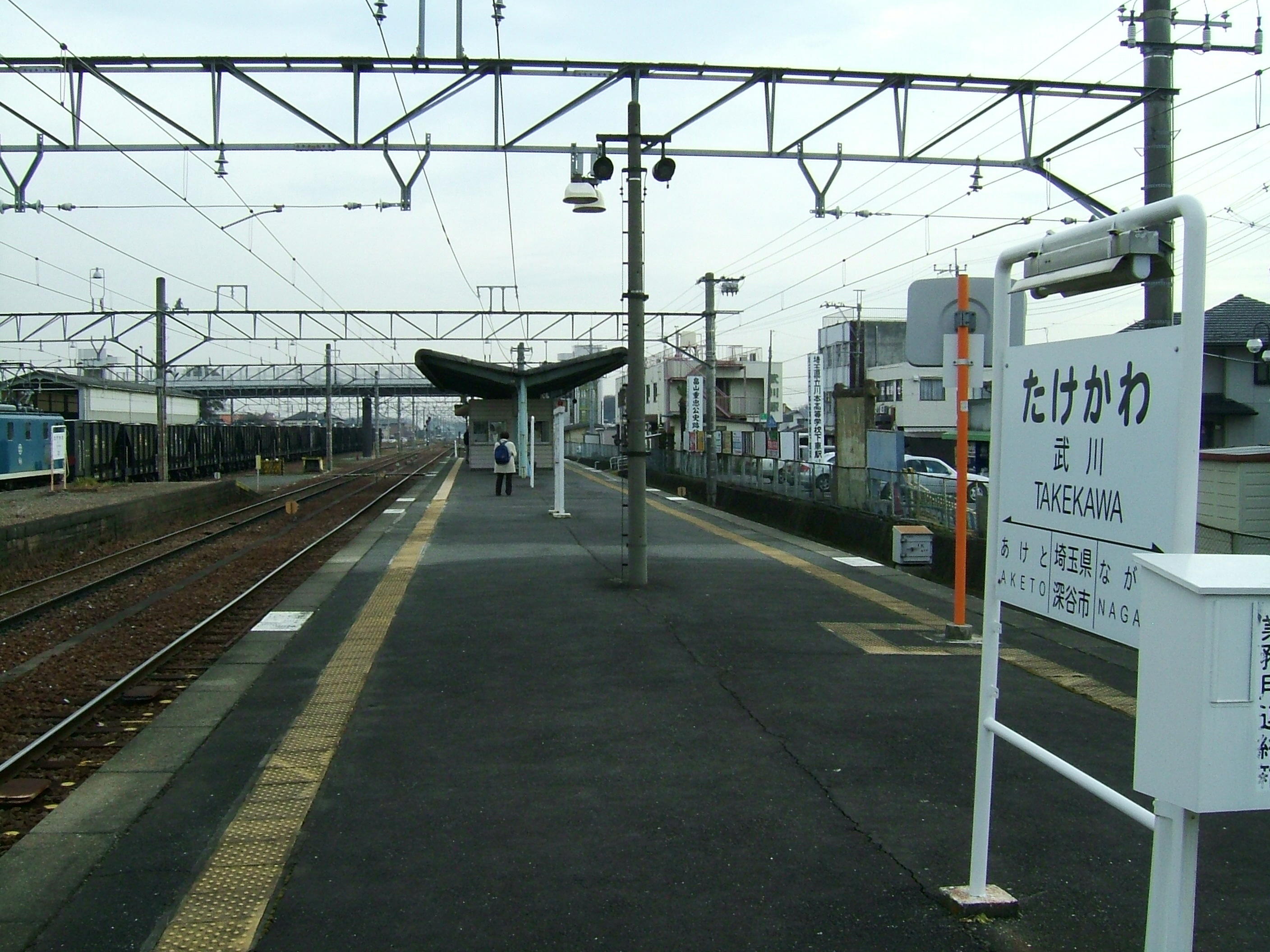
ホーム（2008年1月）

武川駅（たけかわえき）は、埼玉県深谷市田中にある、秩父鉄道の駅である。秩父本線と、当駅を起点とする貨物線の三ヶ尻線が乗り入れる。秩父本線の駅番号はCR15。

## 歴史
- 1901年（明治34年）10月7日：田中駅として開業。
- 1903年（明治36年）6月24日：当時の所在地武川村にちなみ、武川駅に改称。
- 2022年（令和4年）
  - 3月12日 - ICカード「PASMO」の利用が可能となる[1]。
  - 10月1日 - ダイヤ改正により、急行「SLパレオエクスプレス」の停車駅から外れる[2]。

## 駅構造
島式ホーム2面4線を有する地上駅だが、駅舎側1面2線のみを使用している（反対側のホームは貨物用であり、客扱いには使われない）。直営駅である。管理駅でもあるが、当駅は自駅のみの単駅管理となっている（周辺の駅は熊谷駅が管理）。簡易PASMO改札機設置駅。

### のりば
| 番線 | 路線    | 方向 | 行先                         |
| ---- | ------- | ---- | ---------------------------- |
| 1    | ■秩父線 | 下り | 寄居・長瀞・秩父・三峰口方面 |
| 2    | ■秩父線 | 上り | 熊谷・行田市・羽生方面       |

トイレは、改札内にあり水洗式。
構内は三ヶ尻線との分岐駅のため多くの側線が引かれており、また、機関車検修設備も存在し、電気機関車の実質的な基地となっている。

## 利用状況
- 2019年度の1日平均乗車人員は471人である。

| 年度               | 乗車人員 （1日平均） |
| ------------------ | -------------------- |
| 2009年（平成21年） | 490                  |
| 2010年（平成22年） | 487                  |
| 2011年（平成23年） | 478                  |
| 2012年（平成24年） | 479                  |
| 2013年（平成25年） | 482                  |
| 2014年（平成26年） | 487                  |
| 2015年（平成27年） | 476                  |
| 2016年（平成28年） | 483                  |
| 2017年（平成29年） | 470                  |
| 2018年（平成30年） | 473                  |
| 2019年（令和元年） | 471                  |

## 駅周辺

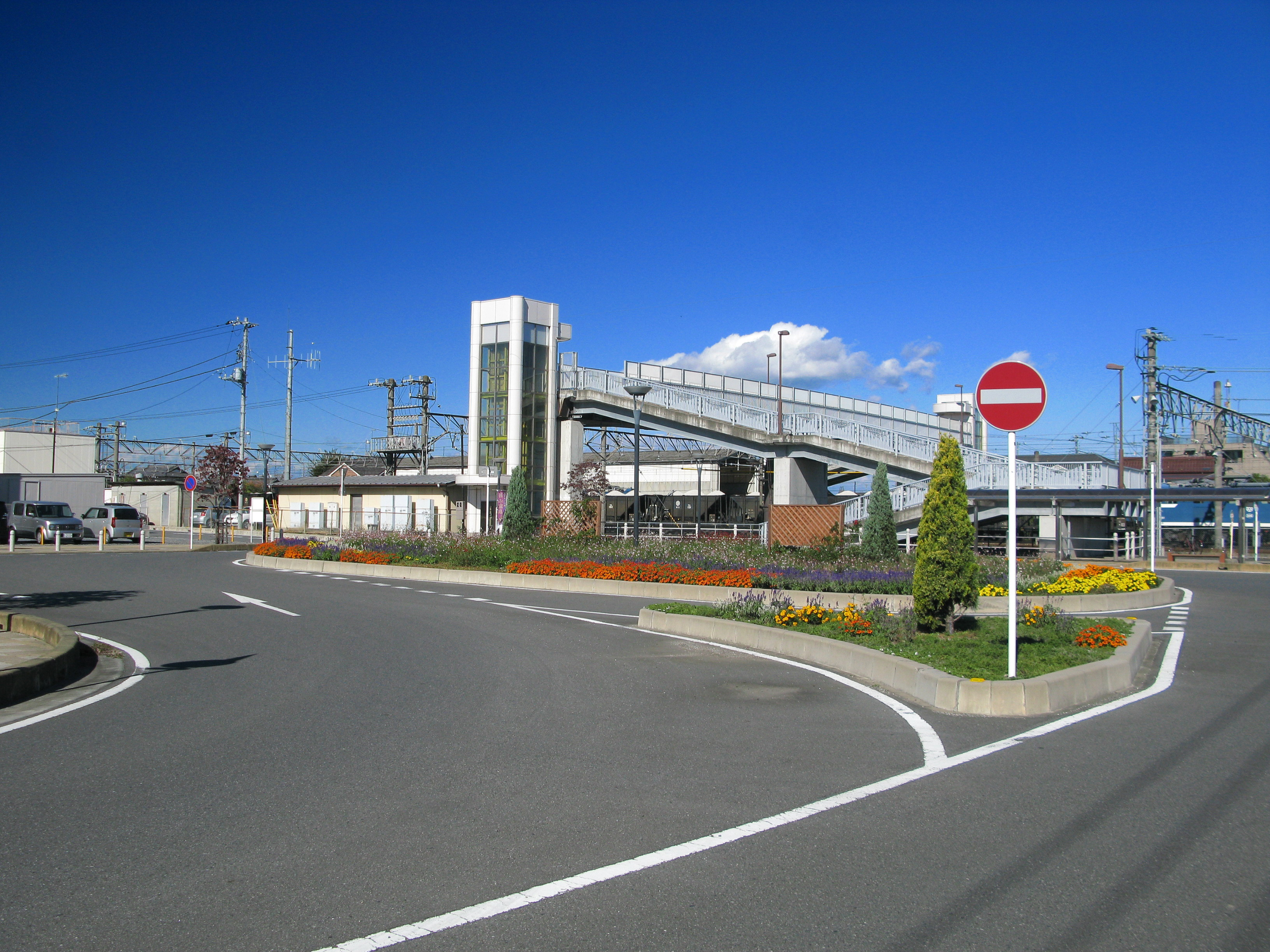
南側駅前広場（2012年11月）

駅前広場は駅舎から東に離れた場所にあり、そこに線路を跨ぐエレベータ付きの歩道橋が設置されている。
- 深谷市役所川本総合支所（旧・川本町役場）
- 深谷市川本文化会館
- 深谷市川本図書館
- 深谷市立川本中学校
- 深谷市立川本北小学校
- 埼玉県立深谷はばたき特別支援学校
- 川本郵便局
- 寄居警察署武川駐在所
- 荒川
- 国道140号
- 熊谷商工信用組合川本支店
- ココカラファイン深谷川本店
- ローソン川本店
- 武川中央公園

## 路線バス
- 深谷市コミュニティバスくるリン
  - 南部シャトル便：深谷駅南口行き

## 隣の駅
秩父鉄道
■秩父本線
□SLパレオエクスプレス
通過
■急行「秩父路」
熊谷駅 (CR09) - 武川駅 (CR15) - ふかや花園駅 (CR17)
□各駅停車
明戸駅 (CR14) - 武川駅 (CR15) - 永田駅 (CR16)
三ヶ尻線（貨物線）
武川駅 - 三ヶ尻駅